# Pseudodrassus
Pseudodrassus es un género de arañas araneomorfas de la familia Gnaphosidae. Se encuentra en Norte de África, Próximo Oriente y Este de Asia. 

## Lista de especies
Según The World Spider Catalog 12.0:
- Pseudodrassus pichoni Schenkel, 1963
- Pseudodrassus quadridentatus (Caporiacco, 1928)
- Pseudodrassus ricasolii Caporiacco, 1935
- Pseudodrassus scorteccii Caporiacco, 1936